# Bruce Maccabee
Doktor Bruce Maccabee, född 6 maj 1942 i Rutland, Vermont, död 10 maj 2024 i Lima, Ohio, var en amerikansk optisk fysiker som var anställd av den amerikanska flottan. Han var också en ledande ufolog.

## Biografi
Maccabee fick sin fysikutbildning på Worcester Polytechnic Institute i Massachusetts och American University i Washington DC. Sedan dess har han varit aktiv inom den amerikanska militären.
Maccabee började studera ufon på 1960-talet då han gick med i föreningen NICAP (National Investigations Committee on Aerial Phenomena) och var med där fram till föreningens nedläggning 1980. År 1975 gick han med i en annan ufo-förening, MUFON (Mutual UFO Network) där han fick en position som direktör för Maryland.
Maccabee har undersökt många fall av kontakt och bevittnande av ufon. Han säger att hans intresse inom ufologin inte har något med hans militära arbete att göra.
Han var den förste att upptäcka FBI:s hemliga "flygande tefat"-dokument. Han samlar på ufo-dokument från andra statliga organisationer inom den amerikanska regeringen.
Maccabee har skrivit ett antal böcker om ufon och har varit med på radio och tv, samt i olika dokumentärfilmer.

## Böcker

### Fakta
- Melbourne Episode: Case Study of a Missing Pilot (1987)
- Could UFO's Be Real (1991)
- UFOs Are Real: Here's the Proof (1997)
- UFO/FBI Connection (2000)

### Fiktion
- Abduction In My Life: A Novel of Alien Encounters (2001)